# Obelisco do Ceará
O Obelisco do Ceará, também conhecido como Obelisco da Vitória, é um monumento localizado em Fortaleza, capital do estado brasileiro do Ceará.
O monumento está localizado na frontaria do palacete da Faculdade de Direito do Ceará, na Praça Clóvis Beviláqua.

## História
A ereção do obelisco foi uma homenagem dos estudantes da Faculdade de Direito do Ceará aos combatentes da Força Expedicionária Brasileira que lutaram na Segunda Guerra Mundial. A construção do monumento foi organizada por uma comissão de estudantes precipuamente composta pelos estudantes Álvaro Lins Cavalcante, Thomaz Pompeu Gomes de Matos e Marijeso Benevides, que juntaram recursos para o empreendimento. A pedra fundamental da obra foi posta em 30 de setembro de 1943 e a inauguração foi feita em 19 de novembro de 1943.